# Институт льна НАН Беларуси
РУП «Институт льна» — ведущее научно-исследовательское учреждение Республики Беларусь.

## Расположение
Находится в деревне Устье Оршанского района Витебской области в 15 км от Орши, на берегу Днепра.

## История
Институт создан в январе 2000 года.
В октябре 2003 года переименован в РУП «Институт льна», а в апреле 2006 года вошел в состав РУП «Научно-практический центр НАН Беларуси по земледелию».

## Описание
Исследования льна проводятся в 18 научно-исследовательских учреждениях Республики Беларусь. РУП «Институт льна» осуществляет концентрацию, обобщение и координацию научно-исследовательских работ других НИУ Национальной академии наук Беларуси по данной тематике (в качестве соисполнителей программ и проектов).
Институт льна — один из исполнителей Государственной программы «Генофонд».

## Отделы и лаборатории
- Отдел селекции и семеноводства
- Отдел агротехники льна
- Лаборатория качества льнопродукции
- Производственный отдел
- Аспирантура

## Администрация
Директор — Голуб Иван Антонович.
Заместитель директора по научной работе — Богдан Виктор Зигмундович.
Заместитель директора по производству — Межуев Сергей Александрович.
Ученый секретарь — Степанова Наталья Владимировна.

## Достижения
- Патент 147 на сорт льна «Ярок»[4][5]
- Патент 190 на сорт льна «Левит-1»[6]
- Патент 146 на сорт льна «Ива»[7]
- Патент 75 на сорт льна «Блакит»[8]